# جونيور كايسارا
أويلسون دي سوزا باولا جونيور (بالبرتغالية: Uilson de Souza Paula Júnior‏) والمعروف باسم جونيور كايسارا (بالبرتغالية: Júnior Caiçara‏) (مواليد 27 أبريل 1989) هو لاعب كرة قدم برازيلي، يلعب حاليًا لنادي شالكه 04 الألماني في مراكز الظهيرين الأيمن والأيسر والجناح الأيمن.

## روابط خارجية
- جونيور كايسارا على موقع الاتحاد الأوربي (الإنجليزية)
- جونيور كايسارا على موقع اتحاد تركيا (لاعب) (الإنجليزية)
- جونيور كايسارا على موقع قاعدة بيانات كرة القدم.إي يو (الإنجليزية)
- جونيور كايسارا على موقع ليكيب (الفرنسية)
- جونيور كايسارا على موقع Soccerway.com (الإنجليزية)
- جونيور كايسارا على موقع عالم كرة القدم.نت (الإنجليزية)
- جونيور كايسارا على موقع AS.com (الإسبانية)